# Нарвські тріумфальні ворота
Нарвські тріумфальні ворота — пам'ятка архітектури стилю ампір у Санкт-Петербурзі. Розташовані на площі Стачєк (до 1923 року — Нарвська площа) біля станції метро «Нарвська».
Тріумфальні ворота були збудовані у 1827—1834 рр. у пам'ять про героїв Вітчизняної війни 1812 року. Архітектор — В.П. Стасов, скульптори — С.С. Пименов, В.І. Демут-Малиновський (колісниця у групі Слави, фігури воїнів та шести коней), П.К. Клодт (перша серйозна робота). Висота арки — більше 30 м, ширина — 28 м, ширина прольоту — більше 8 м, висота прольоту — 15 м. 

## Дерев'яні тріумфальні ворота
Спочатку тріумфальні ворота були споруджені для зустрічі російських військ, що поверталися з Європи у 1814 році після перемоги над Наполеоном, на Нарвській заставі, безпосередньо біля межі міста біля Обводного каналу. Вони були споруджені з дерева і алебастру за місяць за проектом архітектора Джакомо Кваренгі. Ворота прикрашали колісниця із шістьма кіньми, якою керувала богиня Слави, та скульптури римських воїнів. Кваренгі представив два проекти воріт: з архітравним перекриттям та із аркою. По обох боках від арки розташовувалися трибуни для глядачів та оркестрів.
Проект мав нагадувати Тріумфальну арку на площі Каррузель у Парижі, яка була споруджена на честь перемоги Наполеона над союзниками, серед яких була і Росія, у битві під Аустерліцом; втім, для побудови було використано алебастр, тобто проект не був розрахований на довге існування. Перші ворота зруйнувалися ще у перший рік спорудження.
Російські війська у 1814 році пройшли під аркою чотири рази: 30 липня, 8 вересня, 18 та 25 жовтня.
Споруджені із дерева та алебастру ворота швидко зіпсувалися. Генерал-губернатор Санкт-Петербурга, учасник Вітчизняної війни М.А. Милорадович виступив за реконструкцію споруди, і на найвищому рівні імператор Микола І ухвалив рішення про побудову нових кам'яних воріт на березі річки Тараканівки, дещо південніше за попереднє місце розташування.

## Відновлення із цегли та міді

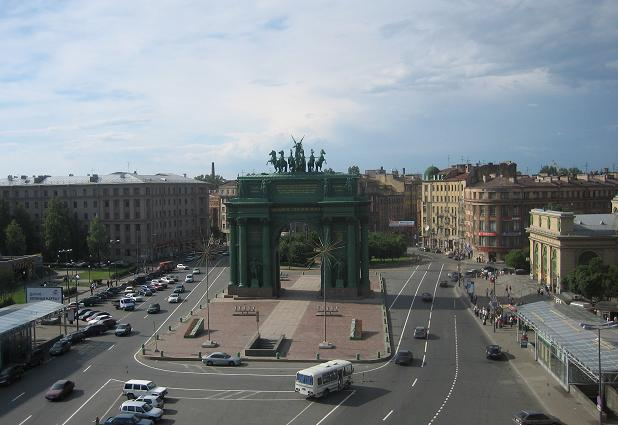
Нарвські тріумфальні ворота на площі Стачєк

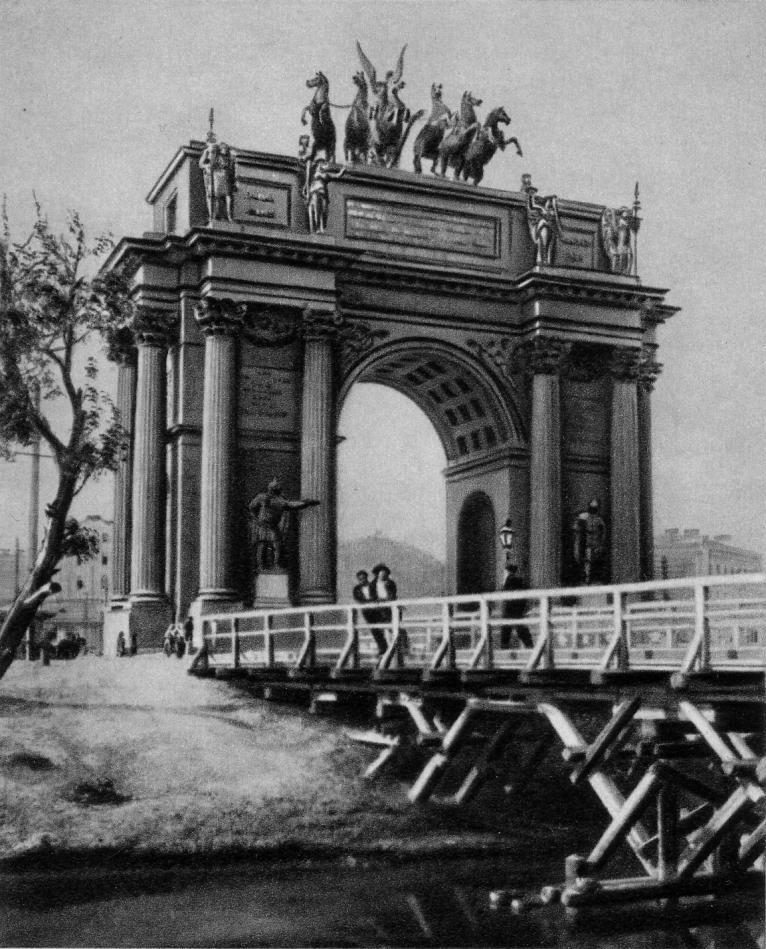
Нарвські тріумфальні ворота у 1910 році

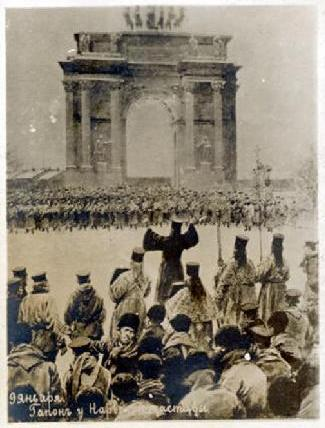
Священник Георгій Гапон із натовпом під час Кривавої неділі

Василь Стасов у цілому зберіг задум Кваренгі та 26 серпня 1827, на річницю Бородінської битви, було закладено перший камінь. Особливість проекту нових воріт полягала в тому, що конструкцію створювали з цегляної кладки, яку обшивали мідними листами, з яких зроблена і скульптурна група: шістка коней (Петро Клодт), якою керує крилата богиня Ніка (Степан Пименов), що тримає лавровий вінок. Ця композиція була встановлена замість традиційної квадриги. Ніку супроводжують чотири фігури Фами (Слави), прикрашені атрибутами слави, перемоги та миру, встановлені за римським зразком на антрвольті центральної арки. Головний антаблемент рішуче виступає перед парними композитними колонами, які оточують вхід та підтримують колосальні скульптури.
Скульптор Василь Демут-Малиновський відповідав за скульптурне оздоблення воріт. Скульптури римських воїнів були замінені на давньоруських витязів (Степан Пименов та Василь Демут-Малиновський). Крилаті жіночі фігури та барельєфи із геніями Слави створив скульптор Іван Леппе.
По боках воріт є надписи: Начаты 26 августа 1827 года. Открыты 17(29) августа 1834 года. (Початі 26 серпня 1827 року. Відкриті 17(29) серпня 1834 року). Також є надписи, де вказано місця вирішальних битв та військові підрозділи.
Мистецтвознавці зазначають, що скульптура Нарвських воріт відрізняється строгістю та простотою, яка позбавлена алегоричного ускладнення образів, так характерного для монументально-декоративних творів того часу.
Подивитися на нові Тріумфальні ворота приїхала імператорська родина; також було випущено бронзову медаль.
Схожі ворота Стасов збудував і на дорозі, що вела до Москви.

## Етапи реставрації

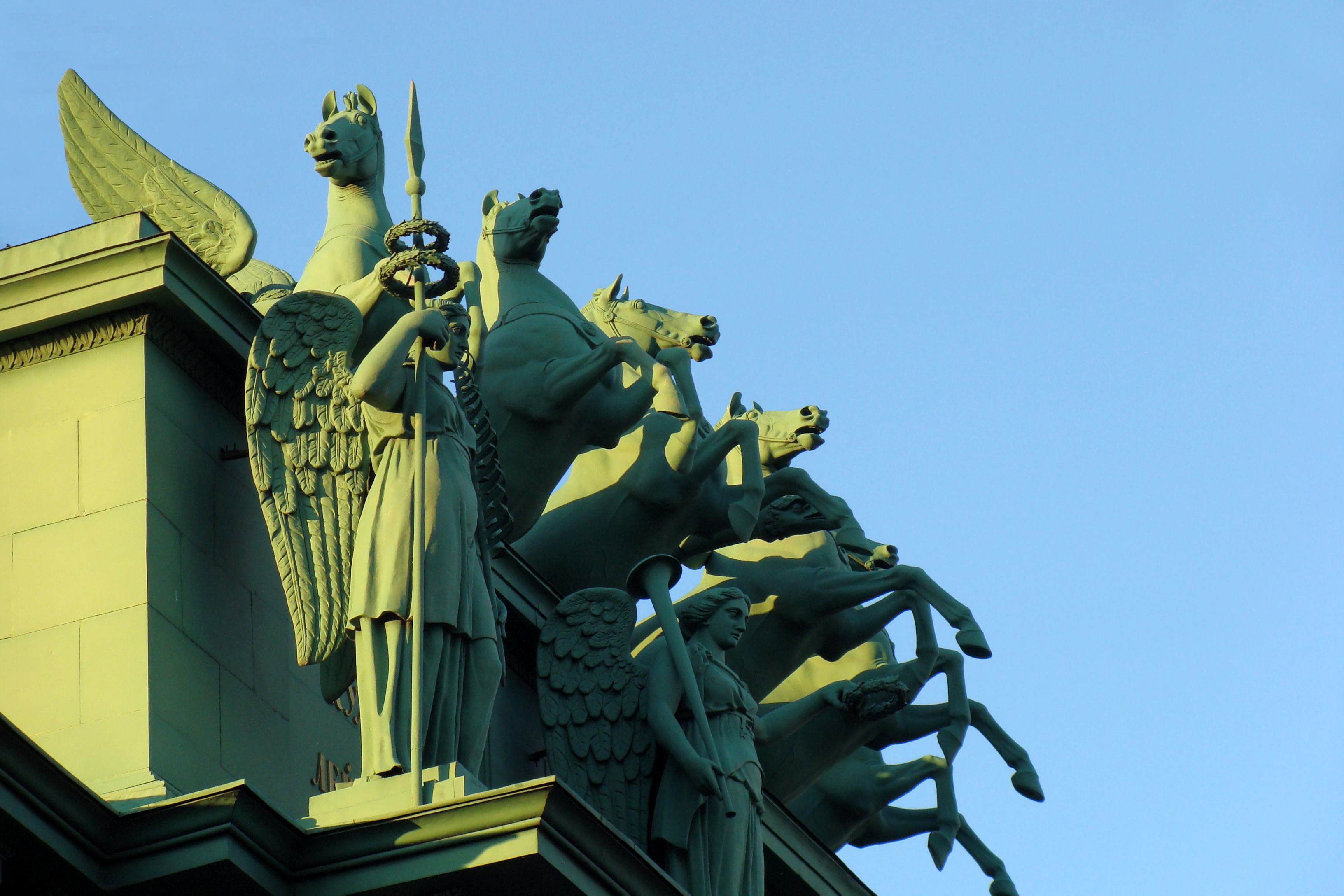
Шість коней колісниці Ніки на вершині арки; фото Івонна Новiцка

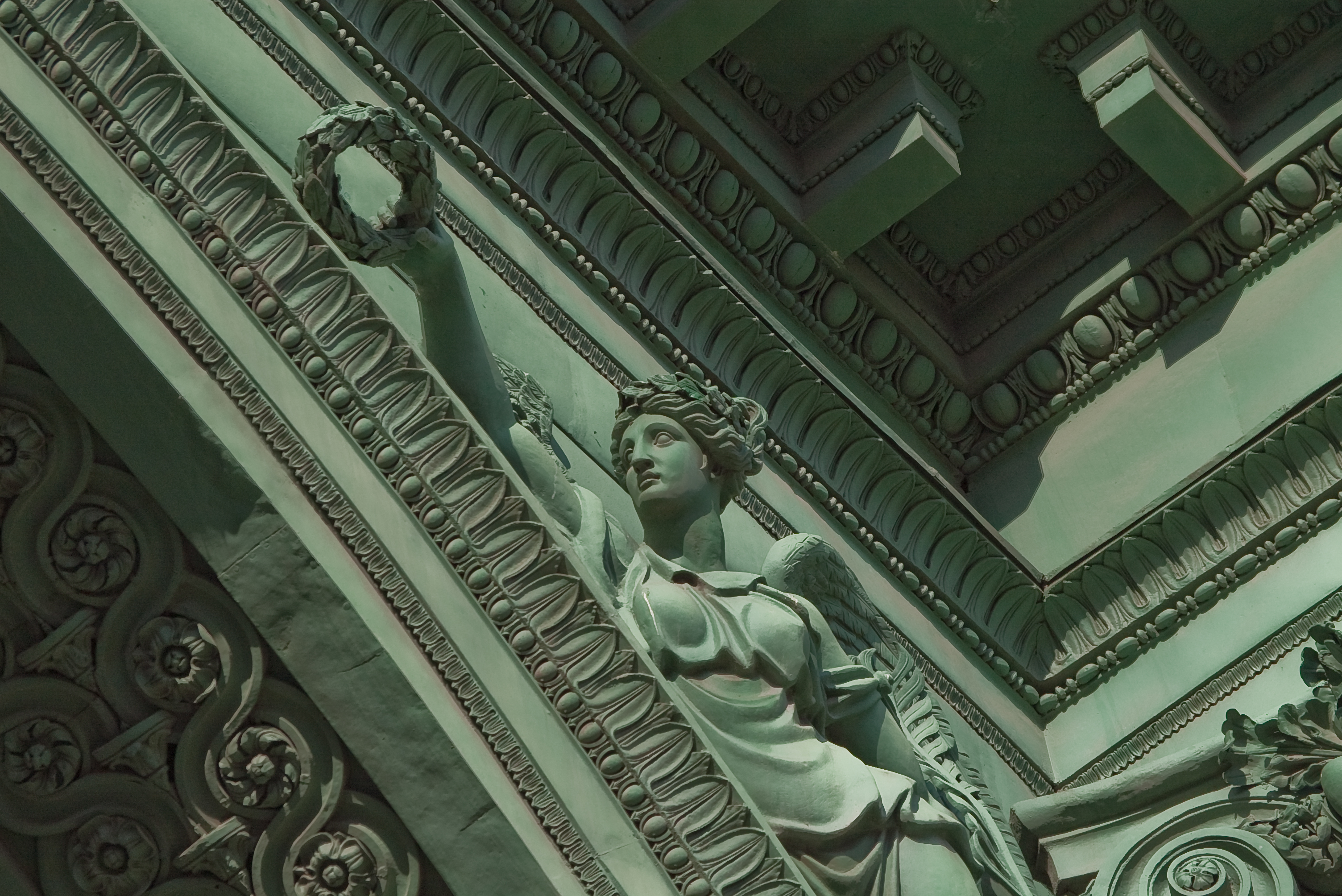
Геній Слави (деталь)

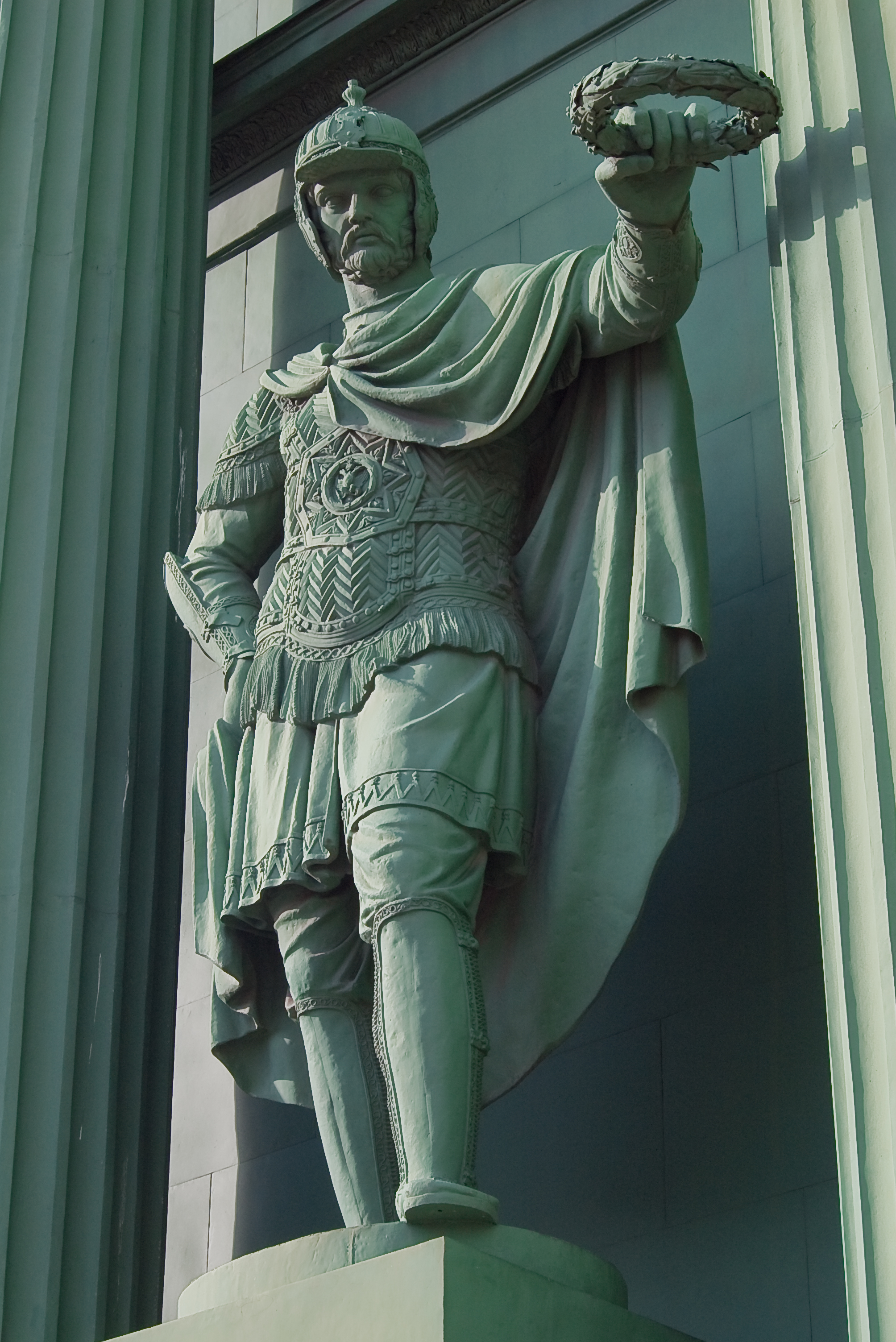
Скульптура воїна

Ефектна спочатку мідь вже через декілька років після відкриття через петербурзький клімат почала кородувати. У 1877—1880 роках ворота були відреставровані під керівництвом архітектора М.І. Рилло, внаслідок чого мідні листи були замінені на залізні, що, втім, лише посилило корозію.
У 1888 році в приміщенні воріт помістили частину архіву міської Думи.
28 февраля 1917 року під час Лютневої революції натовп робітників та солдат підпалив пам'ятник. Архів згорів, також були пошкоджені бронзові прикраси.
У 1924 році було почато нову реставрацію, яка була перервана з початком Другої світової війни, під час якої ворота сильно постраждали від артобстрілів та бомбардувань (більше двох тисяч пробоїн, відбиті частини декору, зруйнований карниз).
Через ці ворота воїни Ленінградського гарнізону йшли на фронт. Біля воріт було збудовано протитанкові укріплення. У 1944 році через арки проходили війська, що зняли блокаду Ленінграда.
Після війни ворота реставрувалися ще тричі: у в 1949—1952 роках (архітектор І.Н. Бенуа), у 1978—1980 та 2002—2003 роках.

## Музей-пам'ятник «Нарвські тріумфальні ворота»

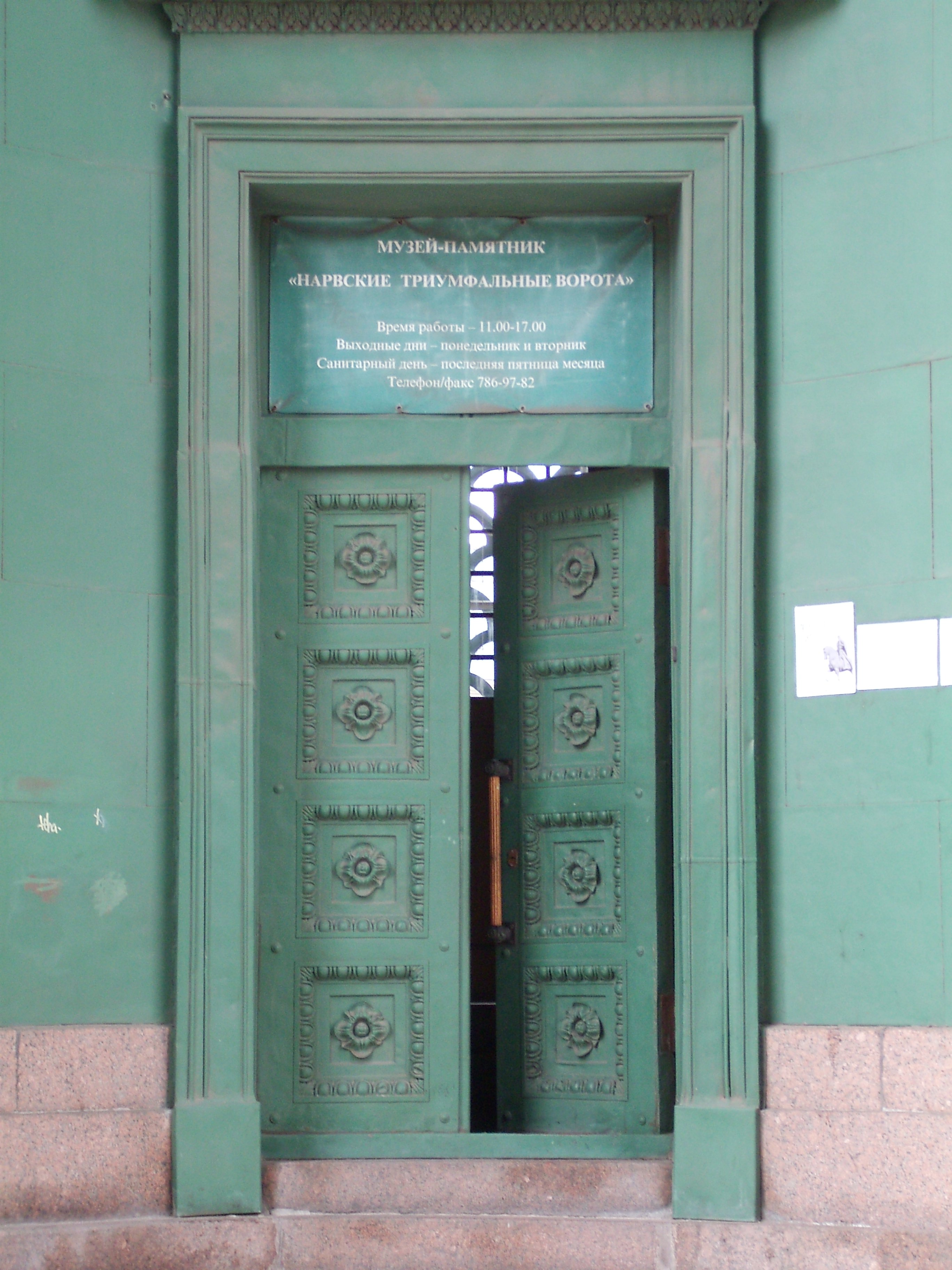
Вхід до музею

У приміщеннях воріт, куди ведуть двоє гвинтових сходів, працює Музей Воїнської слави, створений у 1987 році рішення Головного управління культури міста Ленінграда. У тому ж році у Державному музеї міської скульптури з'явився новий філіал — «Нарвські тріумфальні ворота», у якому представлена атрибутика Вітчизняної війни 1812 року та проводяться тематичні виставки.